# Michael Krapp
Michael Krapp (* 22. November 1944 in Gera) ist ein ehemaliger deutscher Politiker (CDU). Von 1999 bis 2004 amtierte er als Kultusminister des Freistaates Thüringen.

## Werdegang
Nach dem Studium der Allgemeinen und Theoretischen Elektrotechnik an der TH Ilmenau von 1963 bis 1969 war Michael Krapp Assistent am Institut für Technische Informatik an der TH Ilmenau. 1974 wurde er zum Dr.-Ing. auf dem Gebiet der Technischen Informatik promoviert. Von 1979 bis 1983 war er im Kombinat Robotron mit Industrierobotersteuerungen und Rechnerarchitekturen befasst. 1982 habilitierte er sich zum Dr.-Ing. habil. Von 1983 bis 1990 arbeitete Krapp als Dozent am Institut für Technische Informatik der TH (später TU) Ilmenau, ab 2004 als Honorarprofessor.
1982 trat Krapp der CDU der DDR bei. Nach der Deutschen Wiedervereinigung und Wiedererrichtung des Landes Thüringen war er ab dem 25. Oktober 1990 Mitglied des Thüringer Landtags (gewählt im Landtagswahlkreis Ilmenau I), schied aber bereits Anfang 1991 aus dem Landesparlament aus, um die Position des Staatssekretärs und Chefs der Thüringer Staatskanzlei wahrzunehmen.
Am 1. Oktober 1999 wurde Krapp von Ministerpräsident Bernhard Vogel (CDU) zum Thüringer Kultusminister ernannt und zog bei der Landtagswahl 2004 schließlich mit einem Direktmandat im Wahlkreis Hildburghausen I wieder in den Thüringer Landtag ein. Am 8. Juli 2004 schied Krapp aus dem Amt des Kultusministers; seine Landtagskarriere endete am 28. September 2009, nachdem er sein Direktmandat bei der Landtagswahl 2009 an Tilo Kummer (Die Linke) verloren hatte.
Krapp ist Vorsitzender des Thüringer Landesverbandes des Volksbundes Deutsche Kriegsgräberfürsorge.